# تیم والز
تیموتی جیمز والز (‎/wɔːlz/‎ ; متولد ۶ آوریل ۱۹۶۴) سیاستمدار، آموزگار سابق، و افسر بازنشسته نیروی زمینی آمریکاست که از سال ۲۰۱۹ به عنوان ۴۱مین فرماندار مینه‌سوتا مشغول به کار است. او که عضو حزب دموکرات است، نامزد معاونت ریاست جمهوری ایالات متحده آمریکا از این حزب در انتخابات ریاست‌جمهوری ۲۰۲۴ ایالات متحده آمریکا بود. او از سال ۲۰۰۷ تا ۲۰۱۹ نماینده مجلس نمایندگان ایالات متحده آمریکا از حوزه انتخابیه یکم مینه‌سوتا بود.
والز در وست پوینت، نبراسکا زاده شد. او پس از اتمام تحصیلات دبیرستان به گارد ملی ارتش پیوست و به عنوان یک کارگر یقه‌آبی در یک کار تولیدی مشغول به کار شد. او بعدها با یک مدرک تربیت معلم از کالج ایالتی چدرن در نبراسکا فارغ‌التحصیل شد و در سال ۱۹۹۶ به مینه‌سوتا نقل مکان کرد. او پیش از کاندیداتوری در انتخابات کنگره در ناحیه مدرسه‌ای منکیتو، مینه‌سوتا معلم مطالعات اجتماعی و مربی فوتبال آمریکایی بود. او در سال ۲۰۰۶، با شکست دادن نماینده جمهوریخواه کنگره گیل گاتنکت که شش دوره بود حوزه انتخابیه یکم مینه‌سوتا را در مجلس نمایندگان ایالات متحده آمریکا نمایندگی می‌کرد، به نمایندگی کنگره انتخاب شد. او شش بار دیگر به نمایندگی انتخاب شد، و در سال ۲۰۱۹ پس از انتخاب به فرمانداری استعفا داد. والز یک حوزه انتخابیه بزرگ در بخش بیشتر روستایی جنوب مینه‌سوتا را نمایندگی می‌کرد که در کنار مرز آیووا قرار دارد. والز در ۶ نوامبر ۲۰۱۸ با شکست دادن نامزد حزب جمهوری‌خواه، جف جانسن که کمیسیونر شهرستان هنپین، مینه‌سوتا بود، به فرمانداری مینه‌سوتا انتخاب شد. او در انتخابات فرمانداری ۲۰۲۲ مینه‌سوتا با شکست دادن اسکات جنسن نامزد جمهوریخواه مجدداً به این سمت برگزیده شد. در ۶ اوت ۲۰۲۴، کامالا هریس اعلام کرد والز را به عنوان جفت انتخاباتی خود در انتخابات ریاست‌جمهوری ۲۰۲۴ ایالات متحده آمریکا برگزیده است.

## فرماندار مینه سوتا

### دوران تصدی منصب

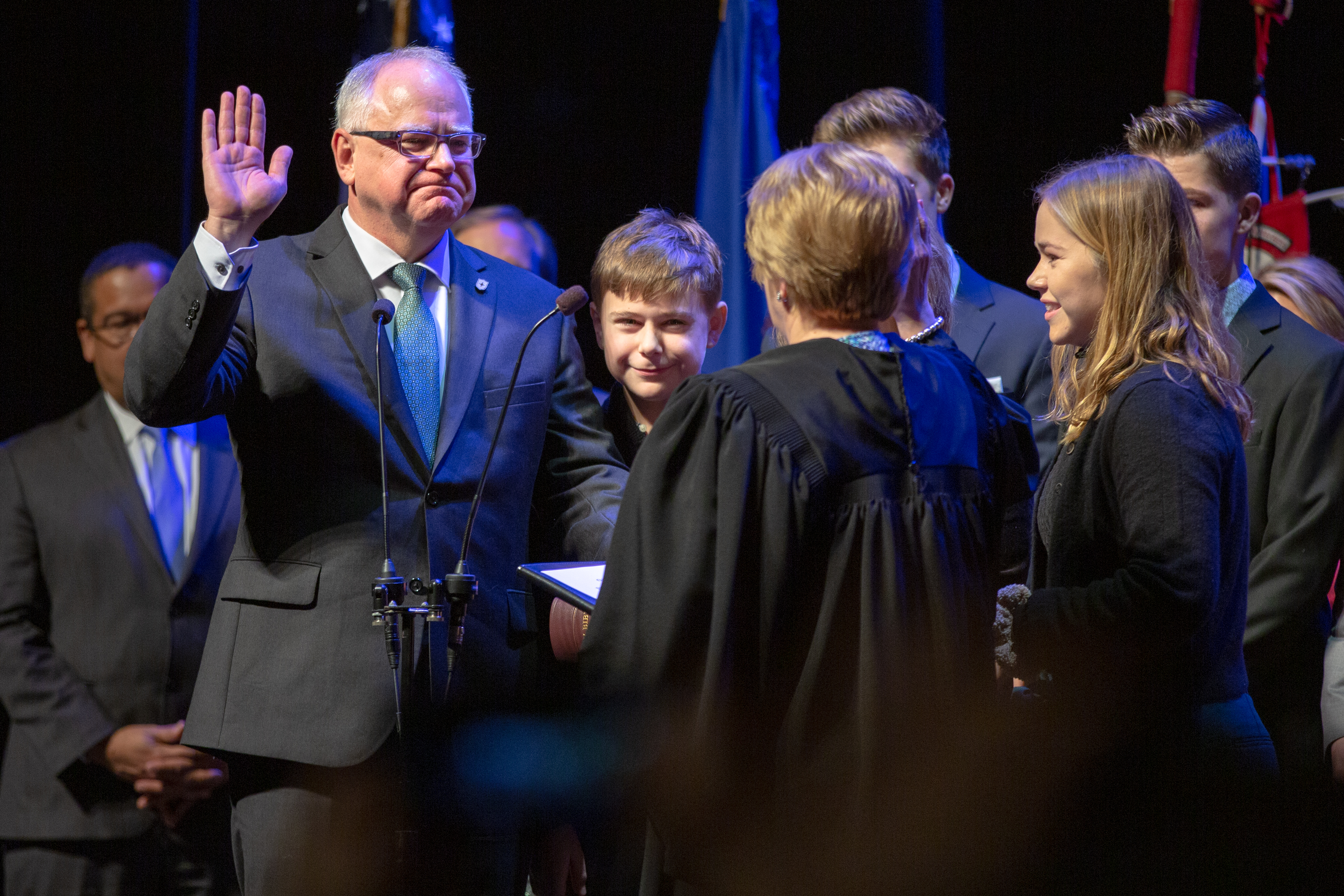
Tim Walz's swearing-in as Minnesota's 41st governor with his family by his side in 2019

والز در ۷ ژانویه ۲۰۱۹ در تئاتر فیتزجرالد در سینت پال به عنوان فرماندار مینه سوتا سوگند خورد. او در سخنرانی تحلیف خود دربارهٔ اصلاحات آموزشی و مراقبت سلامت سخن گفت.

#### اصلاحات در پلیس و پاسخ به اعتراضات
در ۲۶ مه ۲۰۲۰ , یک روز پس از قتل جورج فلوید، والز و معاون فرماندار پگی فلنگن خواستار برقراری عدالت شدند و ویدئویی که در آن درک شووین مأمور پلیس مینیاپولیس پایش را بر گردن جورج فلوید می‌گذاشت را «پریشان کننده» خواندند. والز توضیح داد «فقدان انسانیت در این ویدئوی پریشان کننده آزاردهنده است. ما پاسخ‌ها را به دست خواهیم آورد و به دنبال عدالت خواهیم بود.»
مخالفین سیاسی و دیگر گروه‌ها پاسخ ابتدایی والز به اعتراضات گسترده در پی قتل فلوید را مورد انتقاد قرار دادند. او بعدها با دستور به قوه مقننه مینه سوتا برای تشکیل جلسه ویژه برای قانونگذاری در خصوص اصلاحات و پاسخگویی پلیس به این قتل پاسخ داد. پس از این که اصلاحات پلیس نتوانست در نشست اول در ژوئن به تصویب برسد، نشست دومی در ژوئیه برگزار شد. در ۲۱ ژوئیه قوه مقننه قانون اصلاحات عمده ای در پلیس را تصویب کرد. این قانون حاصل از مصالحه شامل ممنوعیت محدودی بر استفاده پلیس از نگه داشتن گردن افراد مادامی که مأموران در خطر بیشتری نباشند می‌شد. والز در ۲۳ ژوئیه با امضای این طرح آن را به قانون تبدیل کرد.

## مواضع سیاسی
والز دارای مواضع سیاستی میانه‌روانه و نیز ترقی‌خواهانه توضیف شده است. والز درجه ۱۰۰فرزندپروری تنظیم‌شده را در سال ۲۰۱۲, از اتحادیه آزادی‌های مدنی آمریکا در ۲۰۱۱, از انجمن وکلای مهاجرت آمریکا در ۲۰۰۹–۲۰۱۰, از فدراسیون کارگران آمریکا و کنگره سازمان‌های صنعتی در ۲۰۱۰, از اتحادیه بین‌المللی برادری تیمسترز در ۲۰۰۹–۲۰۱۰, و از سازمان ملی زنان در ۲۰۰۷ دریافت کرد. او همچنین از سوی گروه‌های محافظه‌کار اتحادیه ملی مالیات دهندگان، شهروندان علیه حیف و میل حکومتی، آمریکاییان برای اصلاحات مالیاتی، و فریدم‌ورکس درجه پایین‌تر از ده درصد کسب کرد. اتاق بازرگانی ایالات متحده آمریکا به او در سال ۲۰۱۰ درجه ۲۵٪ داد.

### سقط جنین
والز از حق قانونی برای سقط جنین حمایت می‌کند، و درجه ۱۰۰٪ ای از فرزندپروری تنظیم‌شده دارد. کمیته ملی حق حیات، از سازمان‌های ضد سقط جنین، به او درجه صفر داد. او در مصاحبه ای با سی ان ان در مارس ۲۰۲۴، گفت «ایالات‌های همسایه من سعی کرده‌اند برخورداری زنان از مراقبت سلامت را جرم انگاری کنند،» و مشخصه سیاست آنها را «یک بحران مراقبت سلامت» دانست و اضافه کرد، ایالت‌ها باید «به زنان برای تصمیم‌گیری در مورد تصمیمات مراقبت سلامت شان اعتماد کنند» و «درک کنند که سقط جنین مراقبت سلامت است.» او در جریان این مصاحبه همچنین گفت «فکر می‌کنم مردان مسن سفیدپوست باید قدری بیشتر یاد بگیرند چطور دربارهٔ این صحبت کنند. و من فکر می‌کنم بزرگ‌ترین چیز این است: به زنان گوش دهید.»